# 베스코바나

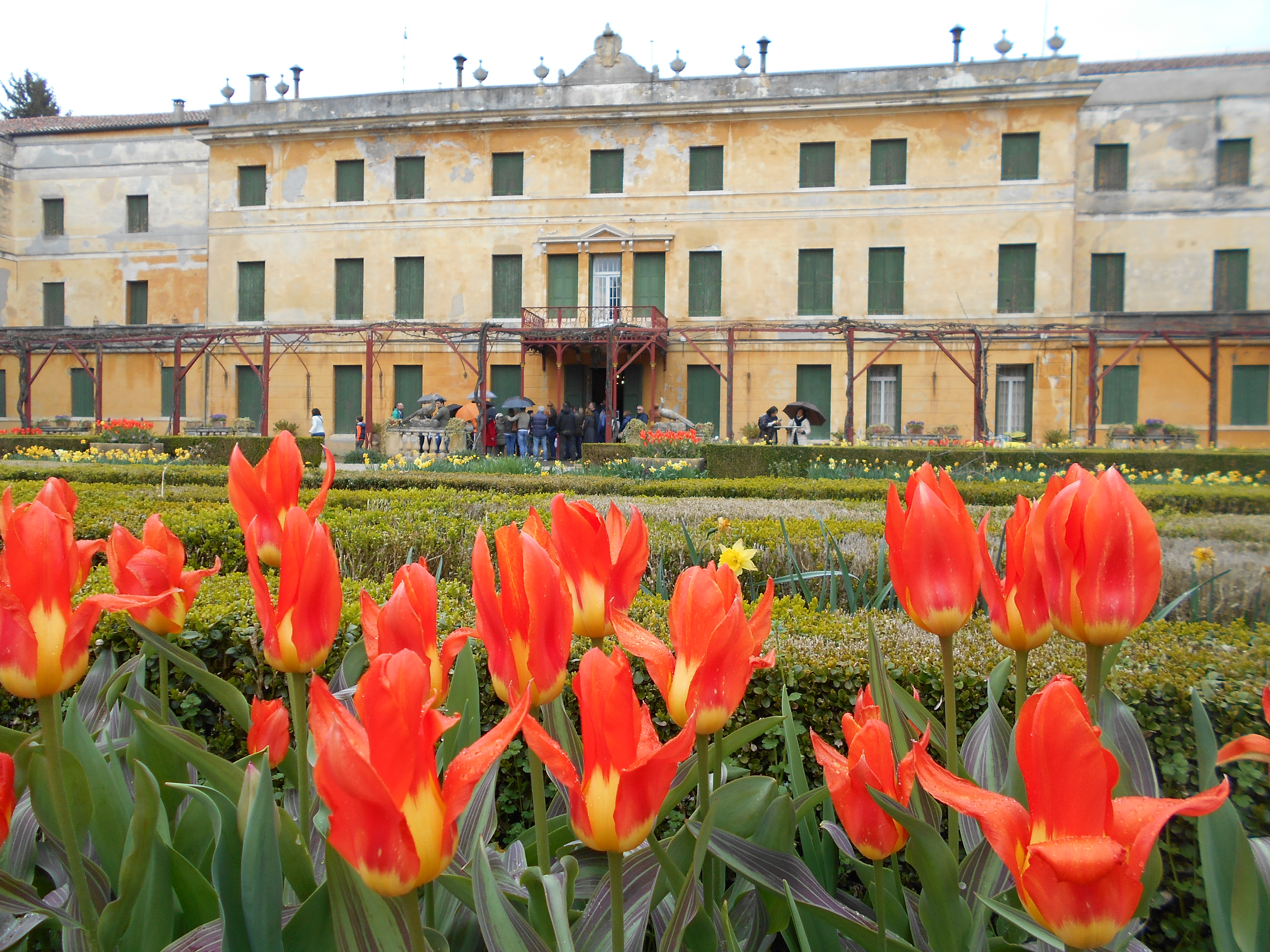
Villa Pisani, Vescovana, Padua

베스코바나(이탈리아어: Vescovana)는 이탈리아 베네토주 파도바도에 있는 코무네(기초 자치체)로 베네치아에서 남서쪽으로 약 60 킬로미터 (37 mi), 파도바에서 남서쪽으로 약 35 킬로미터 (22 mi)에 위치한다.